# Vasil Kazandzhiev
Vasil Ivanov Kazandzhiev (en búlgaro: Васил Иванов Казанджиев; Ruse, Bulgaria, 10 de septiembre  de 1934) es un compositor de música orquestal, de cámara, vocal, cine y piano. Su obra es representativa de la llamada música clásica del siglo XX y música clásica del siglo XXI.
Vassil Kazandjiev nació en 1934 en Rousse, Bulgaria. A la edad de 7 años comenzó a tocar la guitarra y dos años más tarde aprendió a tocar el piano. A la edad de 10 años comenzó a componer música. Sus primeros profesores de composición y dirección fueron Konstantin Iliev y Dobrin Petkov. En 1957, Kazandjiev se graduó de la Academia Nacional de Música de Bulgaria en la clase de composición del profesor Pancho Vladigerov y dirección de orquesta con el profesor Vladi Simeonov. Ya como estudiante en la Academia, ganó un premio por su Symphonietta para una gran orquesta en el Sexto Festival Internacional de la Juventud en Moscú (celebrado en 1957, formando parte como presidente del jurado Dmitri Shostakovich).
Vassil Kazandjiev comenzó su carrera como director de la Ópera Nacional de Sofía, donde trabajó durante siete años. Durante ese período organizó y dirigió varias óperas y ballets búlgaros y extranjeros: Los Nueve Hermanos y Antígona 43 de Yana por Lyubomir Pipkov, Sly Peter por Vesselin Stoyanov, El Maestro Boyana por Konstantin Iliev, Othello por Verdi, Turandot por Puccini, La Flauta Mágica de Mozart, La bella durmiente de Tchaikovsky, El príncipe de madera de Bartok y muchos más. En 1962 fundó el Conjunto de Cámara de Solistas de Sofía con el que tuvo conciertos muy exitosos en Bulgaria y en el extranjero durante 15 años. Desde 1978 fue nombrado director de orquesta y, desde 1985 hasta 1993, director general de la Radio Nacional Búlgara.
Desde 1985 es profesor de dirección en la Academia Nacional de Música de Sofía y desde 2009 es elegido Académico en la Academia de Ciencias de Bulgaria.
Ha hecho grabaciones para la Radio Búlgara, Balkanton, Harmonia Mundi, Kibaton, Asv Living, Balkanton, Capriccio, Capriole, Centauro, Cobra Entertainment LLC, Delta, Era, Gega New. y otras compañías de diferentes países. Ha tenido giras extremadamente exitosas en casi todos los países europeos, Estados Unidos, Canadá, África, Japón, Corea del Sur, etc. Además de ser un destacado director y pedagogo, es profesor de dirección de orquesta en la Academia Estatal de Música Pancho Vladiguerov. Es autor de una gran cantidad de obras de sinfonía y música de cámara: cinco sinfonías, varias sonatas y conciertos instrumentales, "Imágenes de Bulgaria", "Iconos en vivo", "Apocalipsis", "Iluminaciones", tres cuartetos de cuerda, piano quinteto, tres tríos, "Konzertstück" para 10 instrumentos, etc. También ha compuesto música para muchas representaciones teatrales y películas. 
Ha realizado numerosas grabaciones en  Su actividad general contribuyó mucho para la propagación de la música contemporánea en Bulgaria y las representaciones y grabaciones de obras búlgaras contemporáneas de compositores como Pancho Vladigerov, Georgi Tutev, Dimitar Nenov, Marin Goleminov, Georgi Minchev, Gheorghi Arnaoudov. Compuso seis sinfonías y otras obras para orquesta sinfónica; música para conjuntos de cámara; teatro y música de cine; más de 20 marchas y canciones militares, transcripciones, etc.

## Obras

### Orquesta
- Concerto for Trumpet (1955)
- Concerto for Piano and Saxophone (1957)
- Divertimento for orchestra (1957)
- Symphony №1 Symphony of Hymns (1959)
- Concerto for Violin and orchestra (1962)
- September 23 heroic ouverture (1963)
- Symphony of Timbres for string orchestra (1963)
- Living Icons (1970)
- Pictures from Bulgaria for string orchestra (1971)
- Apocalypse for orchestra (1973)
- Capriccio for orchestra (1979)
- Illuminations for orchestra (1980)
- Symphony N 3 In Memory of My Father for orchestra (1983)
- Affreschi Sacri for orchestra (1993)
- Symphony N 4 "Nirvana" for orchestra (2000)
- Symphony N 5 Lux Aeterna for orchestra (2006)

### Música de cámara
- Wind quintet (1951)
- Perspectives - String Quartet N 1 (1966)
- String Quartet N 2 (1970 - 1972)
- Sonata for solo cello (1976)
- Strophes for flute, violin and piano (1976)
- Episodes for clarinet, harp and percussion (1977)
- Reflections for flute and piano (1979)
- Impulses for wind trio (1980)
- Meditation for violin and piano (1982)
- Piano quintet (1982)
- Mirages for violin, clarinet, cello and piano (1997)
- Reflections two cellos (1998)
- Sonata for violin and cello (1998)
- String Quartet N 3 (2000)
- String Quartet N 4 (2010)

#### Piano
- Toccata (1957)
- Sonata (1958)
- Triomphe des carillons (1974)
- Equilibristics (1979)

#### Música cinematográfica
- Tyutyun dir. Nikola Korabov (1962)
- Valchitsata dir. Rangel Vulchanov (1965)
- Shibil dir. Zahari Zhandov (1968)
- Tatul dir. Atanas Traykov (1972)
- Boyanskiyat maystor dir. Zahari Zhandov (1981)